# Debian Pure Blend
Debian Pure Blend (in breve Blend) è un sottoinsieme della distribuzione Debian GNU/Linux, configurata per supportare determinati gruppi, pensata per specifici scopi e pronta all'uso.
Le modifiche sono integrate negli archivi ufficiali Debian. Una Debian Pure Blend può contenere più flavors (varianti o profili) (ad esempio Skolelinux ha varianti per main-server, per workstation e per thin-client-server).
La maggior parte delle distribuzioni basate su Debian, per esempio Knoppix, sono chiamate distribuzioni figlie, e non Debian Pure Blend.

## L'idea
L'idea dietro Debian Pure Blends è quella di fornire una soluzione operativa pronta all'uso (ovvero una lista di software messa a disposizione dal pool Debian per il gruppo target) per gli utenti finali.
Se si pensa che Debian 8 "Jessie" mette a disposizione circa 43.000 pacchetti (e il numero è via via cresciuto negli anni) si intuisce come potrebbe diventare difficile per un utente che non conosce il nome specifico di una determinata applicazione trovare pacchetti che soddisfino le proprie esigenze. Ciò diventa particolarmente vero quando il nome del software non ne chiarisce la funzione o non è autoesplicativo.

## Varianti esistenti
1. Debian Junior[2]: Debian per i bambini da 1 a 99 anni;
2. Debian-Med[3]: Debian per la salute;
3. DebianEdu/Skolelinux[4]: pensata e sviluppata per le scuole;
4. Debian GIS[5];
5. Debian Science[6];
6. Debian-Accessibility[7];
7. Debian Astro: Debian per atronomi professionisti e amatori
8. DebiChem: Debian per chimici
9. Hamradio: Debian per radioamatori
10. FreedomBox

## Varianti inattive
1. DeMuDi (Debian Distribution Multimedia): per la produzione di musica, suono e video;
2. Debian-Desktop[8]: Debian GNU/Linux per tutti;
3. Debian-Lex[9]: Debian GNU/Linux per avvocati;
4. Debian Non-Profit[10]: Debian GNU/Linux per organizzazioni non-profit;
5. Debian Enterprise;